# Luke Rowe (futbolista)
Luke Rowe (nascut el 16 de setembre de 1991) és un futbolista neozelandès d'origen anglès que actualment juga amb el Team Wellington del Campionat de Futbol de Nova Zelanda com a defensa.

## Trajectòria per club
Rowe inicià la seva carrera futbolística amb l'equip jovenil del Birmingham City d'Anglaterra el 2009. Allí va jugar en un total de 10 partits pel club i hi va estar fins a l'octubre de 2011.
L'octubre de 2011 va anar-se'n a Nova Zelanda amb el Team Wellington i el novembre debutà amb l'equip en un partit local en què guanyaren per un 3 a 0 contra el Waikato FC. Des del seu debut Rowe ha jugat en 12 partits pel club i ha marcat 2 gols.

## Trajectòria internacional
L'abril de 2011 va ser seleccionat per a jugar amb la selecció neozelandesa sub-20 per a jugar en el Campionat Sub-20 de l'OFC. En aquell torneig Rowe jugà en un partit de fase de grups, en una semifinal i contra les Illes Salomó en la final.
Uns mesos després seria seleccionat per a representar a Nova Zelanda en la Copa del Món de la FIFA Sub-20 de 2011. En aquell torneig va jugar en dos partits, un contra el Camerun i un contra l'Uruguai.

## Palmarès
- Campionat Sub-20 de l'OFC (1): 2011.
- Copa White Ribbon (1): 2011-12.